# Сенненский район
Се́нненский райо́н (бел. Се́нненскі раён) — административная единица на юго-востоке Витебской области Республики Беларусь. Административный центр — город Сенно.
Численность населения — 18 132 человек (на 1 января 2025 года).

## География
Территория — 1966 км². Протяжённость с севера на юг — около 40 км, с запада на восток — порядка 70 км. Район лежит на Оршанской возвышенности и граничит с Витебским, Оршанским, Толочинским, Лиозненским, Чашникским и Бешенковичским районами. В составе района: г. п. Богушевск, 327 сельских населённых пунктов.
На территории Сенненского района находится 6 городищ и 3 стоянки, относящиеся к первобытнообщинному строю, 24 месторасположения памятников погребения — курганов, а также 4 памятника природы — камней-валунов, среди которых второй по величине на территории Беларуси — «Чёртов камень» у деревни Воронино (его размеры 10,2 х 6 х 4 м).
Расстояние от Сенно до Витебска — 55 км, до Минска — 210 км.
Крупных рек на территории района нет, имеется около 30 мелких рек и ручьёв общей протяжённостью около 300 км. В районе насчитывается 69 озёр, самые крупные — Сенненское, Берёзовское, Серокоротня, Кичино, Большое Святое, Сосно, Ходцевское, Богдановское и 13 искусственных водоёмов.
Леса занимают 41,9 % территории района. В основном леса смешанные, преимущественно хвойные, встречаются берёзовые, осиновые, ольховые. Общая площадь болот — 15,4 тыс. гектаров.

## Административное устройство
В районе 8 сельсоветов:
- Белицкий
- Богдановский
- Богушевский
- Коковчинский
- Мошканский
- Немойтовский
- Студёнковский
- Ходцевский

Упразднённые сельсоветы:
- Алексиничский[6]
- Обольский[6]
- Рясненский[6]
- Ульяновичский[6]

29 апреля 2004 года упразднены: Рясненский, Алексиничский, Обольский, Ульяновичский сельсоветы.

## Геральдика
Герб одобрен решением Сенненского районного исполнительного комитета от 24 октября 2002 года № 740. Учреждён Указом Президента Республики Беларусь от 20 января 2006 года № 36 и зарегистрирован в Государственном геральдическом регистре Республики Беларусь 6 февраля 2006 года № Б-74.
Флаг утверждён решением Сенненского районного Совета депутатов от 20 июня 2008 года № 54. Учреждён Указом Президента Республики Беларусь от 2 июня 2009 года № 277 и зарегистрирован в Государственном геральдическом регистре Республики Беларусь 4 июня 2009 года № Б-165.

## История
В 1772 году Сенно и его окрестности вошли в состав Российской империи, став уездным городом Могилёвской губернии.
В 1924 году Сенненский уезд был включён в состав БССР, несколько позже — преобразован в район (24.07.1924). В 1924—1930 годах Сенненский район был в составе Витебского округа, в 1930—1938 годах — в прямом республиканском подчинении, с 15 января 1938 года — в Витебской области.
На востоке современной территории района существовал Богушевский район. 8 июля 1931 года к Сенненскому району было присоединено 3 сельсовета упразднённого Богушевского района, 12 февраля 1935 года Богушевский район образован повторно.
20 января 1960 года в состав Сенненского района из упразднённого Богушевского района переданы сельсоветы Заборовский, Застодольский, Коковчинский, Ледневичский, Мошканский, Новосельский, Остапенский и городской посёлок Богушевск. Присоединена к Сенненскому району большая часть Богушевского района при повторном упразднении.
20 октября 1995 года административные единицы Сенненский район и город Сенно, имеющие общий административный центр, объединены в одну административную единицу — Сенненский район.
Указом Президента Республики Беларусь № 277 от 2 июня 2009 года утвержден флаг города Сенно и Сенненского района.

## Демография
Численность населения — 18 132 человек (на 1 января 2025 года), в том числе городское — 9 233 человек (Сенно — 6 974 человек, Богушевск — 2 259 человек), сельское — 8 899 человек.
Население района — 18 622 человек (на 1 января 2024 года). Всего имеется 336 населённых пунктов, считая Сенно и Богушевск.
| Численность населения | Численность населения | Численность населения | Численность населения | Численность населения | Численность населения | Численность населения | Численность населения | Численность населения |
| 1970                  | 1979                  | 1989                  | 1996                  | 2001                  | 2002                  | 2003                  | 2004                  | 2005                  |
| --------------------- | --------------------- | --------------------- | --------------------- | --------------------- | --------------------- | --------------------- | --------------------- | --------------------- |
| 50 811                | ▼44 242               | ▼39 391               | ▼36 393               | ▼33 388               | ▼32 679               | ▼31 675               | ▼30 907               | ▼29 995               |
| 2006                  | 2007                  | 2008                  | 2009                  | 2010                  | 2011                  | 2012                  | 2013                  | 2014                  |
| ▼29 164               | ▼28 338               | ▼27 581               | ▼26 946               | ▼26 219               | ▼25 408               | ▼24 675               | ▼24 248               | ▼23 676               |
| 2015                  | 2016                  | 2017                  | 2018                  | 2019                  | 2020                  | 2021                  | 2022                  | 2023                  |
| ▼23 171               | ▼22 659               | ▼22 232               | ▼21 792               | ▼21 402               | ▼20 948               | ▼20 377               | ▼19 364               | ▼19 035               |
| 2024                  | 2025                  |                       |                       |                       |                       |                       |                       |                       |
| ▼18 622               | ▼18 132               |                       |                       |                       |                       |                       |                       |                       |

| Национальный состав по переписи населения 2019 года | Национальный состав по переписи населения 2019 года | Национальный состав по переписи населения 2019 года | Национальный состав по переписи населения 2009 года | Национальный состав по переписи населения 2009 года | Национальный состав по переписи населения 2009 года |
| Народ                                               | Численность                                         | %                                                   | Народ                                               | Численность                                         | %                                                   |
| --------------------------------------------------- | --------------------------------------------------- | --------------------------------------------------- | --------------------------------------------------- | --------------------------------------------------- | --------------------------------------------------- |
| Белорусы                                            | 19 518                                              | 92,58 %                                             | Белорусы                                            | 24 785                                              | 94,21 %                                             |
| Русские                                             | 1057                                                | 5,01 %                                              | Русские                                             | 1133                                                | 4,31 %                                              |
| Украинцы                                            | 223                                                 | 1,06 %                                              | Украинцы                                            | 213                                                 | 0,81 %                                              |
| Поляки                                              | 24                                                  | 0,11 %                                              | Поляки                                              | 24                                                  | 0,09 %                                              |
| Цыгане                                              | 14                                                  | 0,07 %                                              | Цыгане                                              | 23                                                  | 0,09 %                                              |
| Литовцы                                             | 8                                                   | 0,04 %                                              |                                                     |                                                     |                                                     |
| Азербайджанцы                                       | 8                                                   | 0,04 %                                              |                                                     |                                                     |                                                     |

По переписи 1959 года, в районе проживало 56 937 человек, в том числе 54 660 белорусов, 1612 русских, 245 евреев, 236 украинцев, 89 поляков.
В 2018 году 16,2 % населения района было в возрасте моложе трудоспособного, 49,8 % — в трудоспособном, 34 % — старше трудоспособного. Доля населения в трудоспособном возрасте в Сенненском районе — одна из самых низких в Витебской области. В 2017 году коэффициент рождаемости составил 9,7 на 1000 человек, коэффициент смертности — 22,2 (один из самых высоких в области) (средние коэффициенты рождаемости и смертности по Витебской области — 9,6 и 14,4, по Республике Беларусь — 10,8 и 12,6). В 2017 году в районе родилось 208 и умерло 474 человека. Сальдо внутренней миграции отрицательное (в 2017 году — 198 человек).
В 2017 году в районе было заключено 125 браков (5,9 на 1000 человек) и 49 разводов (2,3 на 1000 человек); средние показатели по Витебской области — 6,4 и 3,4 на 1000 человек, по Республике Беларусь — 7 и 3,4 на 1000 человек соответственно.

## Экономика
Средняя зарплата в районе составляет 81,2 % от среднего уровня по Витебской области (2017 год). В 2017 году в районе действовало 125 микроорганизаций и 10 малых организаций. В 2017 году 22 % организаций района были убыточными (в 2016 году — 15,4 %). В 2015—2017 годах в реальный сектор экономики района поступило 0,7 млн долларов иностранных инвестиций. В 2017 году предприятия района экспортировали товаров на сумму 1,7 млн долларов, импортировали на 0,6 млн долларов (сальдо — 1,1 млн долларов).
Выручка от реализации продукции, товаров, работ, услуг за 2017 год составила 86,7 млн рублей (около 43 млн долларов), в том числе 34,6 млн рублей пришлось на сельское, лесное и рыбное хозяйство, 14,6 млн на промышленность, 3,7 млн на строительство, 29,8 млн на торговлю и ремонт.

### Промышленность
В районе действуют два промышленных предприятия — Сенненское УП ЖКХ (производство тепловой энергии и лесоматериалов) и Богушевское КУПБО «Престиж» (производство швейных изделий).

### Сельское хозяйство
Под зерновые культуры в 2017 году было засеяно 13,8 тыс. га пахотных площадей, под кормовые культуры — 29,1 тыс. га. Валовой сбор зерновых и зернобобовых в 2017 году составил 34,5 тыс. т (средняя урожайность — 25 ц/га).
На 1 января 2018 года в сельскохозяйственных организациях района (без учёта фермерских и личных хозяйств населения) содержалось 22,6 тыс. голов крупного рогатого скота (в том числе 9,9 тыс. коров), 13 тыс. свиней, 179 тыс. голов птицы. За 2017 год было произведено 7731 т мяса (в убойном весе) и 32 712 т молока.

### Транспорт
По Сенненскому району пролегают железнодорожные пути Орша — Лепель и Орша — Витебск, а также автодороги Витебск — Орша, Орша — Лепель, Витебск — Толочин. Также недалеко от Сенно проходит нефтепровод Унеча — Полоцк, имеется нефтеперекачивающая станция (НПС Сенно в Немойтовском сельсовете). По району широко развита сеть автобусного транспорта.

## Здравоохранение
В 2017 году в учреждениях Министерства здравоохранения Республики Беларусь насчитывалось 53 практикующих врачей (25,1 в пересчёте на 10 тысяч человек; средний показатель по Витебской области — 37, по Республике Беларусь — 40,5) и 315 средних медицинских работников. В лечебных учреждениях района насчитывалось 126 больничных коек (59,6 в пересчёте на 10 тысяч человек; средний показатель по Витебской области — 80,5, по Республике Беларусь — 80,2). В 2010 году в районе была 581 больничная койка (почти в 5 раз больше, чем в 2017 году).

## Культура и образование
В районном центре расположен Сенненский историко-краеведческий музей с 3,6 тыс. музейных предметов основного фонда. В 2016 году музей посетили 3 тыс. человек.
В 2017 году в районе действовало 12 учреждений дошкольного образования (включая комплексы «детский сад — школа») с 647 детьми. В 2017/2018 учебном году действовало 13 учреждений общего среднего образования, в которых обучался 2341 ученик. Учебный процесс в школах обеспечивали 418 учителей.
В 2023 году постановлением Министерства культуры Республики Беларусь от 30 мая 2023 года № 80 статус нематериальной историко-культурной ценности присвоен элементу «Культура белорусской дуды на Витебщине» в г. Сенно.

## Достопримечательности
- Церковь Святых Петра и Павла в г. п. Богушевск
- Памятный знак «Крыло бессмертия» в г. п. Богушевск
- Костёл Святого Казимира (ныне — Троицкая церковь) в Застадолье Мошканского сельсовета
- Церковь Святого Владимира в д. Оболь Мошканского сельсовета
- Усадьба «Белица» помещика Святского в аг. Пламя Белицкого сельсовета (сер. ХIX — нач. XX в.)
- Комплекс строений бывшей почтовой станции: станционный дом и флигель для ямщиков, часть конюшни, хлев сер. XIX в. в д. Погребенка Богушевского сельсовета
- Православная Церковь Святого Николая в Сенно
- Сенненский Дом ремёсел (бывшие здание 8-казённого винного склада 1911 г.)
- Сенненский историко-краеведческий музей (бывшие здание земской управы 1910 г.)
- Бывшее здание первой пожарной части (1913 г.) в Сенно
- Бывшее здание первой электростанции (нач. XX в.) в Сенно
- Бывшее здание паровой мельницы (конец XIX — нач. XX вв.) в Сенно
- Троицкая католическая часовня в г. Сенно
- Восстановленное языческое капище близ аг. Пламя Белицкого сельсовета
- Руины кирпичной мельницы конца XIX-начала XX века в д. Мощёны
- Хозпостройка бывшей усадьбы фон Рентелей начала XX века в аг. Ходцы

### Памятник, скульптура
- Памятный знак «Родны край» в честь автора орнамента на Государственном флаге Республики Беларусь М. С. Маркевич в Сенно (2015 г.)

### Памятник природы
- Криница «Капличка» в Сенно